# 新盛座
新盛座（しんせいざ）は、愛知県碧南市（旧新川町域）にあった劇場・映画館。1887年（明治20年）に開館し、1961年（昭和36年）に閉館した。愛知県道302号新川町停車場線と新川駅前通りが交わる新川駅西交差点から150m南、衣料品店のだいこく屋の裏手（西側）にある駐車場の場所にあった。

## 歴史

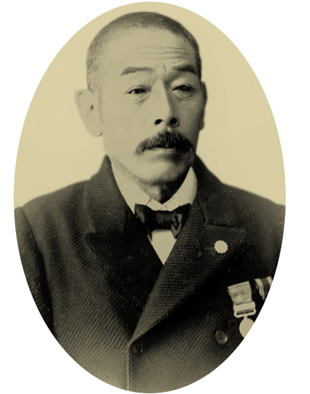
設立時の出資者のひとりである服部長七

鶴ヶ崎地区の豪商であり碧海郡大浜村の村会議員でもあった岡本八右衛門は、1883年（明治16年）11月26日に大浜村からの北大浜村の分離独立を成立させた。岡本八右衛門が経営する木綿問屋「カネハチ」は碧海郡有数の規模であり、同族には明治用水開通の立役者である岡本兵松などがいる。取締役　岡本慶吉　
監査役　岡本三省

伊勢湾台風の夜に当地で公演中だった三波春夫

1879年（明治12年）には現在の碧南市域初の劇場として大浜村に村営劇場の蓬莱座が開館。これに対抗する形で、1887年（明治20年）に北大浜村字鶴ケ崎（現・碧南市浅間町）に開館したのが新盛座である。新盛座は資本金2万円の株式会社形態であり、岡本八右衛門、北大浜村初代戸長であり北大浜村村長の角谷安兵衛、土木技師の服部長七ら7人が出資していた。木造3階建の新盛座は西三河地方最大の劇場だった。後に奥谷市郎が経営を継いでいる。新盛座は演劇の上演を中心としながら、公共性の強い施設として講演会や演説会などにも使用された。
太平洋戦争後には映画スターや歌手による実演も行われている。1953年（昭和28年）の碧南市には新川キネマ、三栄座、寿々喜座、新盛座の4館の映画館があった。1958年（昭和33年）には衣浦温泉街に浜劇が開館し、旧新川町域では新盛座、新川キネマ、浜劇という3館もの映画館が競い合った。
1959年（昭和34年）9月26日に東海地方を伊勢湾台風が襲った夜には、浪曲師から転向して人気歌手となっていた三波春夫が商店街に呼ばれてやってきた。三波は停電した新盛座でろうそくの明かりを頼りに歌ったが、結局は暴風雨により途中で公演が中断し、翌年の出演を約束して新盛座から帰った。三波は実際に1960年（昭和35年）にも新盛座を訪れており、観客は三波の律義さに感銘を受けたという。
映画最盛期である1960年（昭和35年）の碧南市には新川キネマ、三栄座、寿々喜座、新盛座、浜劇の5館の映画館があり、これは碧海郡域では安城市や刈谷市を上回っていた。経営者の奥谷市郎が亡くなると、新盛座は1961年（昭和36年）に閉館した。
2005年（平成17年）4月には新盛座跡地が碧南市営新川町駅西駐車場となった。

## かつて碧南市にあった映画館

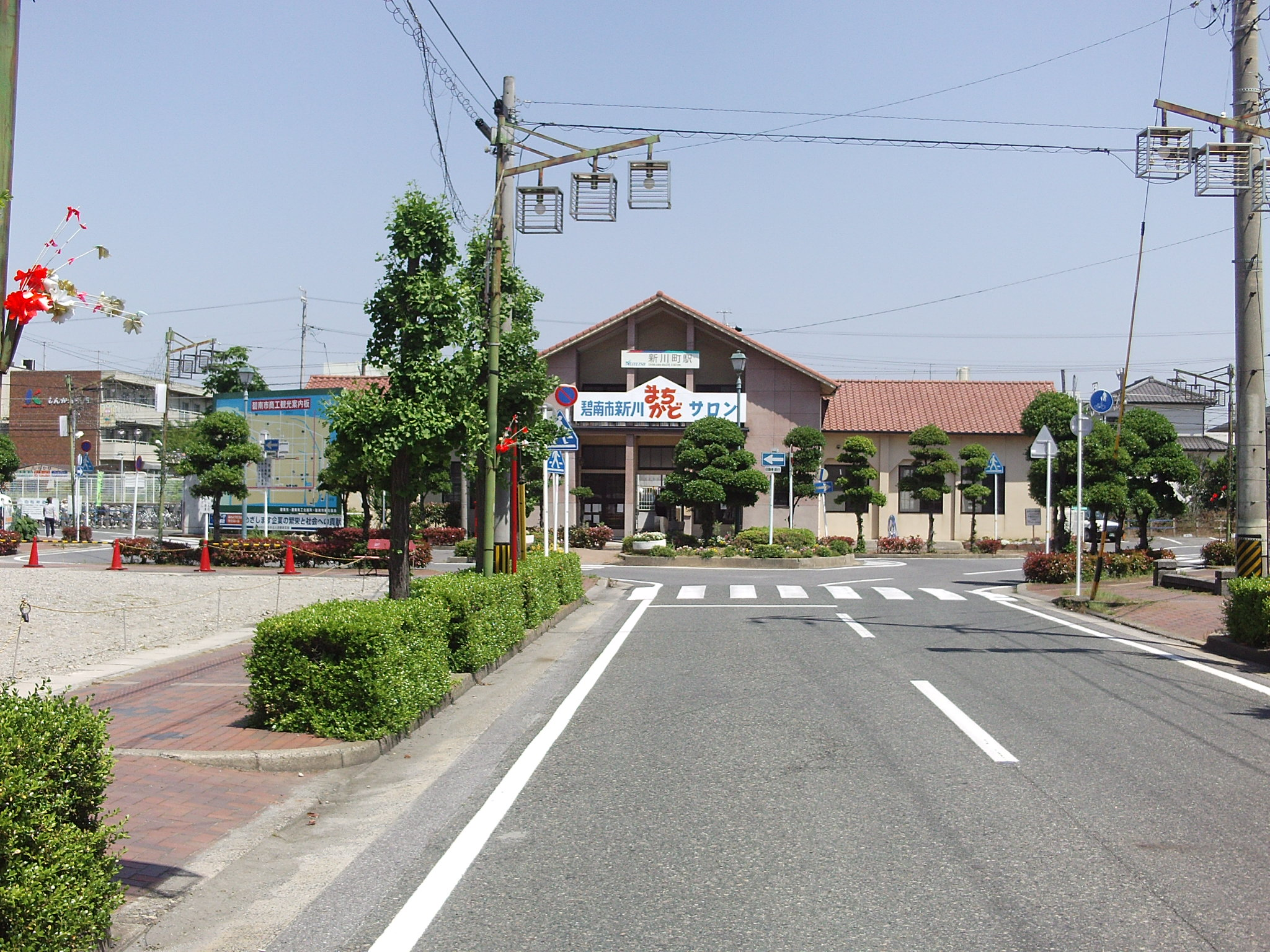
新盛座に近い名鉄三河線新川町駅と駅前通り

| 画像 | 館名       | 所在地         | 営業年        |
| ---- | ---------- | -------------- | ------------- |
|      | 新盛座     | 旧碧海郡新川町 | 1887年-1961年 |
|      | 寿々喜座   | 旧碧海郡大浜町 | 1879年-1963年 |
|      | 浜劇       | 旧碧海郡新川町 | 1958年-1962年 |
|      | 三栄座     | 旧碧海郡棚尾町 | 1897年-1978年 |
|      | 新川キネマ | 旧碧海郡新川町 | 1929年-1978年 |